# D3 Publisher
D3 Publisher (D3パブリッシャー?, D3 Paburisshā) è un'azienda giapponese produttrice di videogiochi fondata nel 1992. I videogiochi prodotti dalla D3 Publisher vengono pubblicati per Game Boy Advance, Nintendo DS, PlayStation Portable, PlayStation 2, PlayStation 3, Nintendo GameCube, Wii e Xbox 360.
Il nome dell'azienda sta per "Domain 3" e fa riferimento alle principali pubblicazioni a cui l'azienda inizialmente aveva intenzione di mirare: videogiochi, musica e libri. In seguito l'azienda ha pubblicato esclusivamente videogiochi.
A partire dal 2007, la D3 Publisher è un partner associato dello studio Vicious Cycle Software.
Nel 2009, Namco Bandai Holdings ha acquisito una quota di controllo della D3, e possiede il 95% delle azioni.

## Videogiochi pubblicati

### America ed Europa
- Astro Boy: The Video Game (Wii, PS2, NDS, PSP)
- Bangai-O Spirits (NDS)
- Bangai-O HD: Missile Fury (XB360 (XBLA))
- Ben 10: Protector of Earth (Wii, PS2, NDS, PSP)
- Ben 10: Alien Force (Wii, PS2, PSP, NDS)
- Ben 10 Alien Force: Vilgax Attacks (Wii, PS2, NDS, PSP, PS3, XB360)
- Ben 10 Ultimate Alien: Cosmic Destruction (Wii, PS2, NDS, PSP, PS3, XB360)
- Break 'Em All (NDS)
- Coraline (Wii, PS2, NDS)
- Dark Sector (PS3, XB360, PC)
- Dead Head Fred (PSP)
- Dragon Blade: Wrath of Fire (Wii)
- Earth Defense Force 2017 (XB360)
- Earth Defense Force: Insect Armageddon (PS3, XB360)
- Eat Lead: The Return of Matt Hazard (PS3, XB360)
- Ed, Edd n Eddy: Scam of the Century (NDS)
- Flushed Away (GCN, NDS, GBA, PS2)
- Hi Hi Puffy AmiYumi: Kaznapped! (GBA)
- Hi Hi Puffy AmiYumi: The Genie and the Amp (NDS)
- Kid Adventures: Sky Captain (Wii)
- Naruto: Clash of Ninja (serie) (GCN, Wii)
- Naruto: Ninja Council (serie) (GBA, NDS)
- Matt Hazard: Blood Bath and Beyond (PS3 (PSN), XB360 (XBLA))
- Onechanbara: Bikini Samurai Squad (XB360)
- OneChanbara: Bikini Zombie Slayers (Wii)
- Puzzle Quest: Challenge of the Warlords (PS2, PS3, PSP, NDS, Wii, XB360, PC, IP)
- Puzzle Quest 2 (XB360, NDS, PC)
- Puzzle Quest: Galactrix (NDS, PC, PS3, XB360)
- Work Time Fun (PSP)
- Shaun the Sheep (NDS)
- The Secret Saturdays: Beasts of the 5th Sun (PS2, PSP, NDS, Wii)
- White Knight Chronicles II (PS3)

### Giappone
- Aces of the Air (PS)
- Bangai-O HD: Missile Fury (XB360 (XBLA))
- BioShock 2 (pubblicato in Giappone) (PS3, XB360)
- Dark Sector (PS3, XB360, PC)
- Dead Head Fred (PSP)
- Dragon Blade: Wrath of Fire (Wii)
- Dream Club (XB360, PSP)
- Dream Club Zero (XB360)
- Earth Defense Force 2017 (XB360)
- Earth Defence Force 2 Portable (PSP)
- Earth Defense Force: Insect Armageddon (PS3, XB360)
- Eat Lead: The Return of Matt Hazard (PS3, XB360)
- Machiing Maker (serie) (PS2, PSP, NDS)
- Matt Hazard: Blood Bath and Beyond (PS3 (PSN), XB360(XBLA))
- Misshitsu no Sacrifice (PSP)
- Neon Genesis Evangelion (serie Pachinko) (PS2, NDS, PSP)
- The OneChanbara (serie) (PS2, XB360, Wii, PSP)
- Simple series (PS, PS2, PSP, PS3 (PSN), DC, GBA, NDS, Wii)

#### Altri giochi
- Bakumatsu Renka (serie) (PS2, PSP, NDS)
- Dear My Sun!!: Musuko Ikusei Kyousoukyoku (PS2)
- God Eater (PSP, PS4)
- Hoshizora no Comic Garden (NDS)
- Houkago no Love Beat (PS2)
- Kurayami no Hate de Kimi wo Matsu (NDS)
- Last Escort (serie) (PS2, PSP)
- Little Anchor (PS2)
- Mermaid Prism (PS2)
- Ore no Shita de Agake (BL game) (PS2)
- Reijou Tantei Office no Jikenbo (PS2)
- Saikin Koi Shiteru? (NDS)
- Signal (NDS)
- Storm Lover (PSP)
- Vampire Knight DS (NDS)
- Vitamin X (PS2, NDS, PSP)
- Vitamin Y (NDS)
- Vitamin Z (PS2, PSP)
- Vitamin X to Z (PSP)